# Fischchen

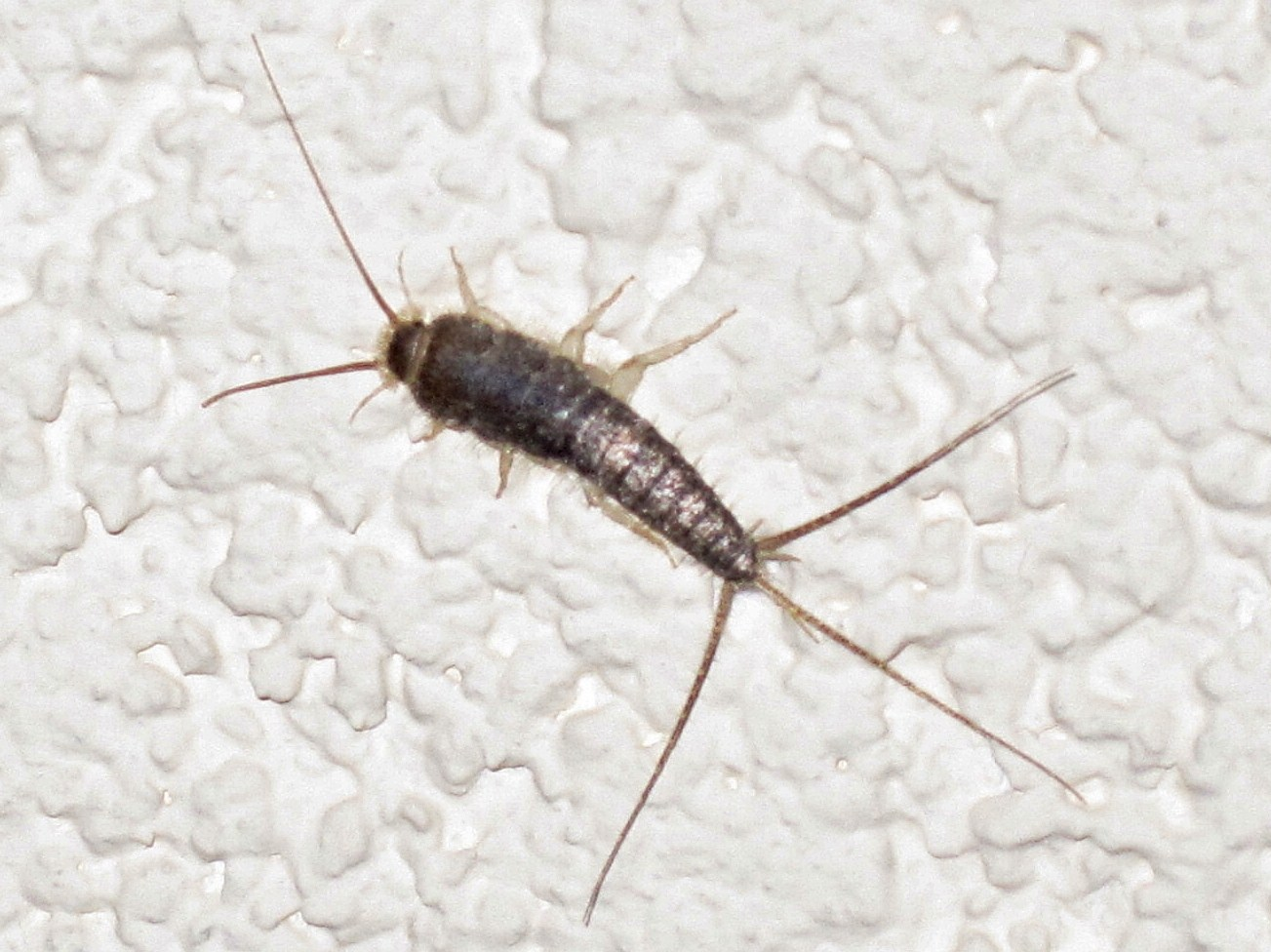
Papierfischchen (Ctenolepisma longicaudata)

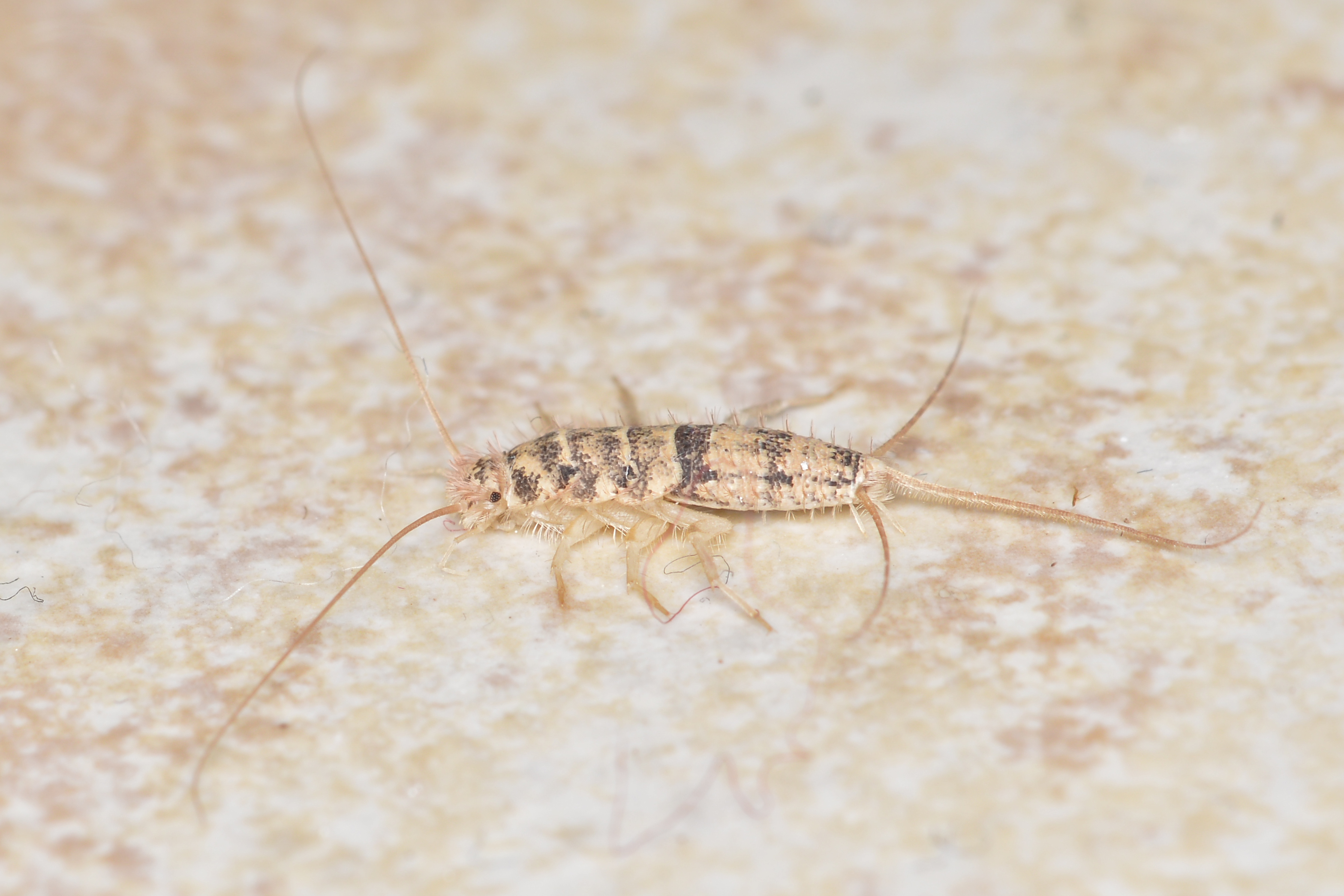
Ofenfischchen (Thermobia domestica)

Die Fischchen (Zygentoma) sind eine Unterklasse der Insekten (Insecta). Von den etwa 470 bekannten Arten sind sechs in Mitteleuropa verbreitet. Die meisten werden sieben bis fünfzehn Millimeter lang, die auf den Galápagos-Inseln verbreitete Art Stylifera galapagoensis erreicht ohne Schwanzanhänge (Cerci) eine Gesamtlänge von etwa 20 Millimetern. Die in südportugiesischen Höhlen lebende Squamatinia algharbica erreicht etwa 30 Millimeter, mit Fühlern am Kopf und Leibesende etwa 10 Zentimeter. Diese Art ist das „größte unter der Erde lebende Insekt Europas“.

## Merkmale
Der Kopf ist schräg nach vorne gerichtet (prognath bis hypognath) und trägt immer beißend-kauende Mundwerkzeuge. Die fünfgliedrigen Taster der Maxillen (Unterkiefertaster) sind auffallend langgestreckt, die viergliedrigen Taster des Labiums (Lippentaster) hingegen unauffällig. Am Kopf sitzt ein Paar langgestreckter, vielgliedriger Antennen, die etwa Körperlänge erreichen können, außerdem zwei kleine, nur aus wenigen Ommatidien zusammengesetzte Komplexaugen, die bei den unterirdisch lebenden Gattungen ganz fehlen. Stirnaugen (Ocellen) sind nur bei Tricholepidion gertschi, dem einzigen Vertreter der Lepidotrichidae (siehe unten), vorhanden.
Der Körper der Fischchen ist abgeflacht. Die drei Segmente des Rumpfs (Thorax) sind etwa gleich groß und seitlich durch plattige Ausstülpungen (Paranota) verbreitert. Der Körperumriss ist geschlossen, der Hinterleib (Abdomen) setzt ohne Absatz oder Einschnürung an den Thorax an, so dass sich eine langgestreckt tropfenförmig-spindelförmige Gestalt ergibt, die innerhalb der Ordnung sehr einheitlich und kaum abgewandelt ist.
Die am Thorax sitzenden drei Laufbeinpaare besitzen abgeflachte, langgestreckte Hüften (Coxen) und Schenkel (Femora). Der Fuß (Tarsus) besteht aus zwei oder drei Segmenten (nur bei Tricholepidion fünf), am Prätarsus sitzen jeweils drei Klauen, wobei die mittlere etwas kürzer ist. Fischchen haben zwei Paar thorakale und meist sieben Paar abdominale Atmungsöffnungen (Stigmen), im Gegensatz zu den Felsenspringer sind bei ihnen die Tracheenstämme durch Querverbindungen (Anastomosen) miteinander verbunden.
Der langgestreckte, nach hinten zugespitzte Hinterleib besteht aus elf klar sichtbaren Segmenten und endet in zwei langen Anhängen oder „Raifen“ (Cerci) sowie einem zentralen Terminalfilum. Diese drei Schwanzfäden sind mechanische Sinnesorgane, die das Tier vor von hinten kommenden Räubern (Prädatoren) warnen. Die Bauchplatten (Sternite) der Fischchen sind teilweise reduziert und bedecken nur die Mitte des Hinterleibs. Seitlich von ihnen schließen zwei größere Platten an, die embryonal aus Beinanlagen hervorgehen und deshalb Coxosternite genannt werden. An den Coxosterniten sitzen als weitere Reste der abdominalen Extremitätenanlagen hinten eingliedrige, bewegliche Anhänge, die Styli (auch „Griffel“) genannt werden; diese sitzen manchmal an den Segmenten zwei bis neun, immer aber am siebten bis neunten Segment. Innen (median) von den Styli befinden sich jeweils zwei kleine, ausstülpbare blasenförmige Vesikel, die Coxalbläschen. Diese sind an einer unterschiedlichen Anzahl von Segmenten ausgeprägt; bei der Familie Lepismatidae sind keine vorhanden.
Der gesamte Körper der Fischchen ist meist mit glänzenden Schuppen besetzt, die häufig erst im Laufe der Ontogenese auftreten, beim Silberfischchen zum Beispiel nach der dritten Häutung. Diese Schuppen reagieren auf Berührung und stellen entsprechend Mechanorezeptoren dar. Den Familien Nicoletiidae und Maindroniidae fehlen sie ganz.

## Lebensweise
Fischchen sind bodenlebende, nachtaktive Insekten der Tropen und Subtropen. In Mitteleuropa kommt nur eine einzige Art frei lebend vor, das Ameisenfischchen (Atelura formicaria), welches in Nestern verschiedener Ameisenarten lebt. Eine Reihe weiterer Arten leben in Häusern (synanthrop), diese sind heute weltweit verschleppt. Die wichtigsten synanthropen Arten weltweit sind das Silberfischchen (Lepisma saccharina) sowie das häufig in warmen Räumen wie Bäckereien lebende Ofenfischchen (Thermobia domestica). Seit einiger Zeit wird auch das Kammfischchen (Ctenolepisma lineata) vor allem in Süddeutschland beobachtet. Erstmals 2007 wurde in Norddeutschland das Papierfischchen (Ctenolepisma longicaudata) nachgewiesen. Im Jahr 2017 wurde das bis dahin nur in den Tropen beheimatete Geisterfischchen (Ctenolepisma calva) in Chemnitz entdeckt.
Die Tiere ernähren sich recht unspezialisiert von organischen Stoffen, meist abgestorbenen Pflanzenresten (saprophag), viele Nicoletiidae sind Pflanzenfresser (phytophag), die drei Vertreter der sehr seltenen Familie Maindroniidae sind vermutlich Prädatoren (Räuber). Die Familie der Nicoletiidae lebt im Boden oder in der Streu, einige Arten in Höhlen und unterirdischen Hohlräumen. Fast alle Vertreter der Ateluridae und außerdem etliche Lepismatidae sind spezialisierte Bewohner von Ameisen- und Termitennestern. Sie werden von den Wirten dort als Gast geduldet, weil sie den jeweiligen Nestgeruch annehmen, und ernähren sich als Kommensalen von Nahrungs- und Beuteresten, gelegentlich auch von Körperflüssigkeiten. Die übrigen Arten leben überwiegend an der Bodenoberfläche. Die spezielle Biologie der meisten Arten ist kaum bekannt. Bei einigen, unter anderem dem Ofenfischchen, wurde die Verdauung von Zellulose mittels eines körpereigenen Enzyms (also nicht durch symbiotische Mikroorganismen ermöglicht) nachgewiesen. Besser erforscht ist vor allem die Lebensweise der synanthropen Arten, die gelegentlich als Schädlinge auftreten können, obwohl der verursachte Schaden in den meisten Fällen eher gering ist.
Fischchen leben überwiegend in relativ feuchter Umgebung. Einige sind aber an trockene Lebensräume angepasst, darunter auch die synanthropen Arten, die mit der reduzierten Luftfeuchte beheizter Wohnungen zurechtkommen müssen. Silberfischchen können Trockenheit bis zu einer relativen Luftfeuchte von 75 % tolerieren, Ofenfischchen sogar bis zu 50 %. Die Fähigkeit, Wasserdampf oder ggf. Kontaktwasser aus der Umgebung aufzunehmen, hilft den Tieren, in trockener Umgebung zu überleben. Organ der Feuchtigkeitsaufnahme ist dabei der Enddarm.

## Fortpflanzung und Lebenszyklus
Die Fischchen entwickeln sich direkt aus Larven, die in Körperbau und Lebensweise von ausgewachsenen Tieren (Adulti oder Imagines) kaum zu unterscheiden sind und regelmäßig mit diesen zusammen vorkommen. Im Gegensatz zu geflügelten Insekten (Pterygota) häuten sich bei ihnen auch die Erwachsenen weiter (beide Geschlechter, auch in der Fortpflanzungsperiode). Diese Häutungen können sehr oft und kurz aufeinander folgend stattfinden, beim Ofenfischchen etwa alle zehn Tage.
Die Übertragung der Samen zur Befruchtung ist bei den Fischchen indirekt (das heißt ohne Paarung). Zu diesem Zweck spinnt beispielsweise das Männchen des Silberfischchens ein Fadennetz in eine rechtwinklige Struktur des Habitats und platziert darauf die Spermienpakete, wenn es ein Weibchen in der Umgebung wahrnimmt. Das Weibchen nimmt diese Spermatophore auf, wenn es, geführt vom Männchen, unter dem Netz entlang läuft. Die Spermien lagern sich bei den Fischchen in charakteristischer Weise jeweils zu zweien zu Doppelspermien zusammen, die am Vorderende miteinander verbunden sind und sich gemeinsam fortbewegen („Syzygie“). In der Samentasche (dem Receptaculum seminis) des Weibchens löst sich die Verbindung. Es legt die Eier dann mit einem kurzen Eiablageapparat (Ovipositor) in kleinen Gelegen, meist in Bodenritzen, ab.
Nur in der Familie Nicoletiidae kommt bei einigen Arten eingeschlechtliche Fortpflanzung (Parthenogenese) vor.

## Systematik
Die etwa 470 Arten werden in fünf Familien gegliedert:
- Lepidotrichidae. Die einzige Art Tricholepidion gertschi besitzt zahlreiche plesiomorphe Merkmale. Einige Taxonomen vermuten eine isolierte Stellung ohne nähere Verwandtschaft zu den übrigen Fischchen, so dass diese möglicherweise eine eigene Ordnung repräsentieren würde. Sie lebt an feuchten Stellen an der nordamerikanischen Pazifikküste. Eine verwandte Art ist, als Fossil aus dem baltischen Bernstein, noch vor der rezenten beschrieben worden.
- Lepismatidae, artenreichste Familie mit über 40 Gattungen und über 200 Arten. Zu ihr gehören auch das Geisterfischchen, das Kammfischchen, das Ofenfischchen, das Papierfischchen und das Silberfischchen.
- Maindroniidae, vier Arten der Gattung Maindronia mit auffallend disjunkter Verbreitung, nur in Nordafrika, Westasien und in Südamerika (Chile, Peru).[6][7]
- Nicoletiidae, mit über 10 Gattungen und zahlreichen Arten, zu denen unter anderem das Ameisenfischchen und Lepidospora ayyalonica gehören.
- Protrinemuridae, mit vier Gattungen (Protrinemura, Protrinemurella, Protrinemuroides und Trinemophora). Eine Art der Familie lebt auch in Südeuropa.

Eine weitere sechste Familie, die Ateluridae sind möglicherweise eine künstliche Gruppierung (paraphyletisch). Sie werden mittlerweile meistens zu den Nicoletiidae gezählt.

### Arten in Mitteleuropa
- Atelura formicaria (Ameisenfischchen)
- Ctenolepisma calva (Geisterfischchen)
- Ctenolepisma lineata (Kammfischchen)
- Ctenolepisma longicaudata (Papierfischchen)
- Lepisma saccharina (Silberfischchen)
- Thermobia domestica (Ofenfischchen)

Es ist durchaus denkbar, dass in Zukunft weitere Arten von Fischchen eingeschleppt werden und sich ausbreiten können. Eine solche Art könnte beispielsweise Ctenolepisma almeriense darstellen. In Südeuropa kommen mehrere Dutzend weiterer Spezies vor, darunter auch aus anderen Gattungen als die mitteleuropäischen Arten, beispielsweise Coletinia, Lepidospora, Nicoletia, Proatelurina und Squamatinia aus der Familie Nicoletiidae, Allacrotelsa, Neoasterolepisma und Tricholepisma aus der Familie Lepismatidae oder die Art Protrinemura mediterranea aus der Familie Protrinemuridae. Gerade Gattungen wie Coletinia, Ctenolepisma und Neoasterolepisma sind dabei sehr artenreich vertreten.

## Fossilien
Trotz der vermuteten grundlegenden (basalen) Stellung im System der Insekten sind Fossilien, die mit einiger Sicherheit der Ordnung angehörig sind, nicht vor der Kreide gefunden worden. Fast alle zugeordneten Fossilien sind Einschlüsse (Inklusen) in Bernstein. Solche in Kalkstein aus der Kreidezeit liegen nur aus der berühmten Fossillagerstätte von Crato in Brasilien vor.